# Pesatrice di perle
La Pesatrice di perle (o Donna con una bilancia) è un dipinto a olio su tela (40,3x35,6 cm) di Jan Vermeer, databile al 1664 e conservato nella National Gallery of Art di Washington.

## Storia
L'opera è citata al n.1 del catalogo dell'Asta Dissius (Amsterdam, 16 maggio 1696), come: «Una giovane donna che pesa dell'oro in un bacinetto (kasje), di J. van der Meer di Delft, dipinta con straordinaria abilità e vigorìa». Fu venduta con un'offerta molto alta, di ben 155 fiorini ed è riportato che lo stesso collezionista che se la aggiudicò comprò anche la Lattaia.
Dopo vari passaggi di proprietà, nel 1911 arrivò negli Stati Uniti, dove l'ultimo proprietario, Peter Arrell Brown Widener, la donò nel 1942 al nuovo museo pubblico nazionale.

## Descrizione e stile
In una stanza illuminata da sinistra attraverso una finestra, una donna in piedi presso un tavolino tiene in equilibrio un bilancino. Sebbene sul tavolo sia presente un cofanetto aperto con dei fili di perle che escono, non c'è evidenza che la donna stia pesando proprio delle perle. Secondo Arthur K. Wheelock Jr infatti il titolo tradizionale è infondato, poiché i piatti della bilancia sono vuoti: invisibile è anche l'oro a cui si riferisce la descrizione del 1696. Il soggetto era comunque comune nella pittura di genere dell'epoca: esiste una Pesatrice d'oro di Gabriel Metsu in collezione privata e una Donna che pesa l'oro di Pieter de Hooch nella Gemäldegalerie di Berlino.
Come in altre opere nello stile più tipico del pittore, una cascata di luce cattura immediatamente l'attenzione sul soggetto principale, in questo caso la donna, per poi lasciare l'occhio libero di esplorare tutti gli altri dettagli in penombra. La protagonista ha il capo velato e indossa una mantella azzurra bordata di pelliccia bianca (come se ne vedono altre simili in diversi dipinti dell'artista), sopra un abito giallo. Dall'apertura della casacca sporge un ventre prominente, che fa pensare all'avanzato stato di gravidanza della donna: forse è la stessa moglie del pittore Catharina, come ha ipotizzato André Malraux, che partorì più volte.
Davanti a lei si vede uno specchio appeso alla parete e sul tavolo un drappo blu che crea una macchia di colore che riprende il colore della mantella e contrasta col giallo del vestito e della tenda scostata. Sulla parete di fondo si vede un dipinto con il Giudizio universale: forse un'allusione moraleggiante a non occuparsi troppo dei beni terreni e a conservare un'anima candida, come quelle che san Michele è solito soppesare con una bilancia proprio al centro di molti dipinti del Giudizio. Il candore delle perle potrebbe e il tema della bilancia potrebbe simboleggiare la purezza della donna, oppure richiamare il tema della temperanza, ovvero la necessità di soppesare le proprie azioni. Lo stesso specchio di fronte alla donna simboleggerebbe il bisogno, in tale processo, di tenere coscienza di sé. Questioni simili sono infatti contenute negli Esercizi spirituali di sant'Ignazio di Loyola.